# Коледа по дяволите
„Коледа по дяволите“ (на английски: Krampus) e американска коледна хорър комедия от 2016 г., базиран на едноименния герой от австро-баварския фолклор, режисиран е от Майкъл Дохърти, който е съсценарист със Тод Кейси и Зак Шийлдс. Във филма участват Адам Скот, Тони Колет, Дейвид Коехнер, Алисън Толман, Кончата Феръл, Емджай Антъни, Стефания ЛаВи Оуен и Криста Стадлър. Филмът е пуснат в Съединените щати на 4 декември 2015 г. от „Юнивърсъл Пикчърс“, получава смесени отзиви от критиците и печели повече от 61 млн. щ.д. срещу бюджет от 15 млн. щ.д.